# Districte Moshulatubbee

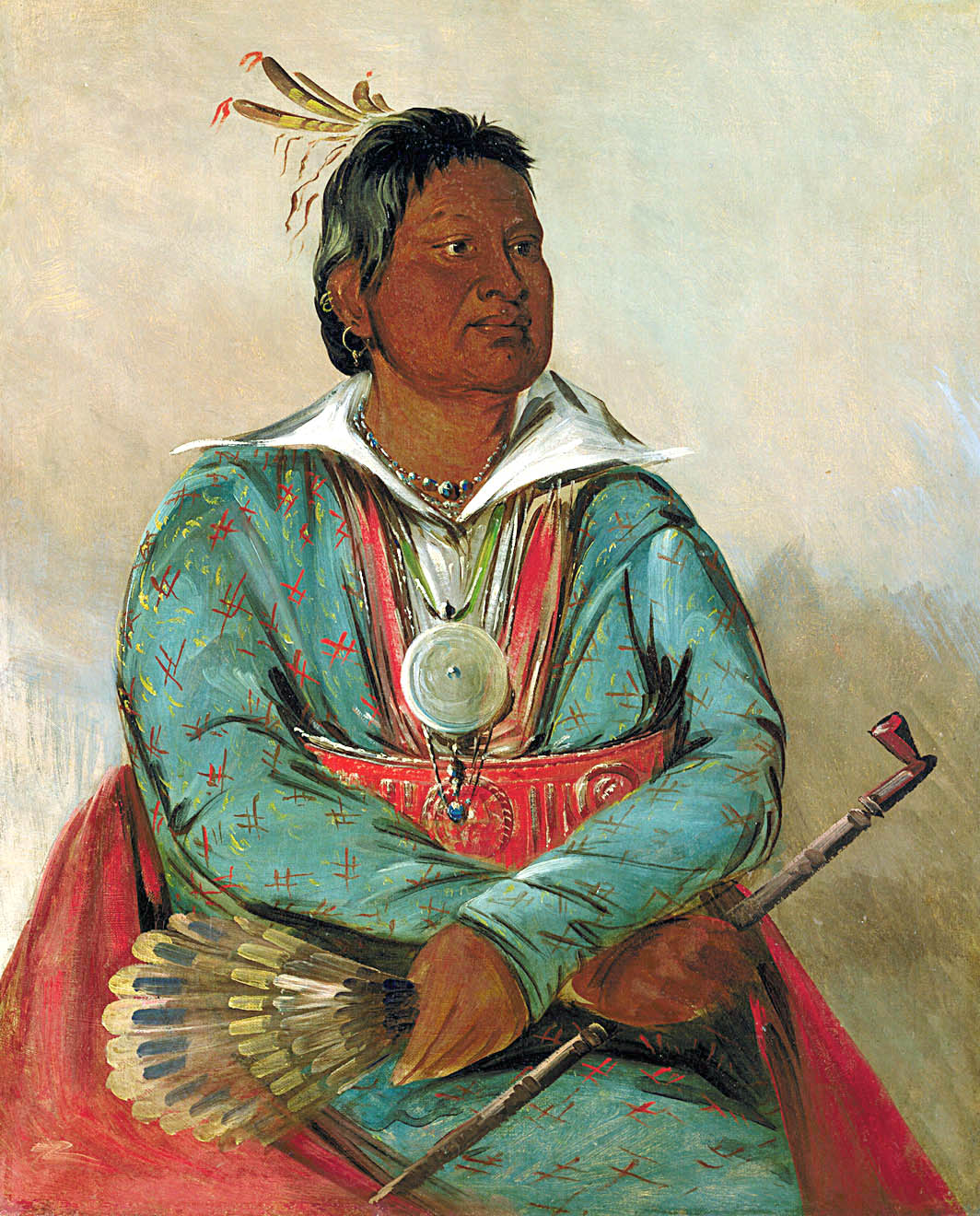
Mosholatubbee, pintat per George Catlin

El districte Mosholatubbee era una de les tres super-regions administratives que comprèn l'antiga Nació Choctaw a Territori Indi. També anomenat Primer Districte, que abasta el terç septentrional de la nació.
El Districte Mosholatubbee va rebre el seu nom en honor del cap Mosholatubbee, un guerrer i estadista choctaw que era cap de districte d'Okla Tannap ("Ciutats Baixes") en la Nació Choctaw original, i molts choctaws que recordaven aquells temps es referien al districte Mosholatubbee com a districte Okla Tannap. Els altres dos districtes eren el districte Apukshunnubbee i el districte Pushmataha.
Els districtes es van establir quan la Nació Choctaw es va traslladar a través del Camí de les Llàgrimes choctaw a Territori Indi, a l'actual Oklahoma, i van ser pensats originalment per ser terres per als colons dels tres principals clans o divisions choctaw. A la pràctica, les afiliacions de clans i aliances es van convertir ràpidament en menys importants després de l'arribada dels choctaws al territori indi. La importància dels districtes en la vida política de la nació, que abans havia reflectit assentament i desenvolupament geogràfic, es va esvair amb el temps, i els tres caps de districte va perdre el poder i l'autoritat davant del cap principal de la nació. Finalment, el cap principal es va convertir, simplement, el cap. Ja no és un "primer entre iguals", es va convertir en l'únic líder polític.
En els assumptes judicials, els tres districtes i les seves seus de govern van mantenir la seva influència històrica. Els crims i els criminals no eren tractats a nivell de comtat sinó automàticament a nivell de districte. Els dies de la Cort van ser els dies més intensos de l'any a les places de govern del districte.
La seu administrativa del govern del districte Moshulatubbee era la Cort judicial de Gaines, que també era la seu del comtat de Gaines. La seu es trobava al nord-est de l'actual McAlester (Oklahoma).
En el districte Moshulatubbee hi eren els comtats de Gaines, Sans Bois, Skullyville, Sugar Loaf, i Tobucksy.
Com planava la condició d'estat d'Oklahoma, el Districte Moshulatubbee i els seus comtats constituents lentament van perdre les seves funcions governamentals. Els tribunals dels Estats Units al Territori Indi van usurpar els seus poders. El 16 de novembre de 1907 (dia de la proclamació de l'estat d'Oklahoma) el districte i els seus comtats van desaparèixer per sempre.
El territori de l'antic Districte Moshulatubbee s'incorpora principalment als actual comtats d'Oklahoma de Haskell, Hughes, Latimer, Le Flore i Pittsburg.